# Luciano Vincenti
Luciano Vincenti (Pescia, 14 marzo 1936) è uno scenografo e costumista italiano.

## Biografia
Luciano Vincenti ha iniziato la sua carriera cinematografica con un Western all'italiana del regista spagnolo Joaquín Luis Romero Marchent. Poi, ha allestito le scenografie o gli arredamenti soprattutto di western o altri film d'azione italiani, collaborando con svariati registi italiani, e una volta con il francese Christian-Jaque. Alla fine della sua carriera ha inoltre realizzato i costumi di tre film.

## Filmografia
- L'ombra di Zorro (1962), regia di Joaquín Luis Romero Marchent (scenografo)
- 2 samurai per 100 geishe (1962), regia di Giorgio Simonelli (arredatore)
- Erik il vichingo (1965), regia di Mario Caiano (scenografo)
- Uccidete Johnny Ringo (1966), regia di Gianfranco Baldanello (scenografo)
- Spie contro il mondo (1966), regia di Alberto Cardone (scenografo)
- Il Santo prende la mira (1966), regia di Christian-Jaque (arredatore)
- Missione apocalisse (1966), regia di Guido Malatesta (arredatore)
- I due sanculotti (1966), regia di Giorgio Simonelli (attore)
- L'ultimo killer (1967), regia di Giuseppe Vari (scenografo)
- El Rojo (1967), regia di Leopoldo Savona (scenografo)
- Execution (1968), regia di Domenico Paolella (arredatore)
- Un killer per sua maestà (1968), regia di Federico Chentrens e Maurice Cloche (arredatore)
- Valeria dentro e fuori (1972), regia di Brunello Rondi (scenografo, costumista)
- I leoni di Pietroburgo (1972), regia di Mario Siciliano (arredatore)
- Il tuo piacere è il mio (1973), regia di Claudio Racca (scenografo, arredatore, costumista)
- Commissariato di notturna (1974), regia di Guido Leoni (scenografo, arredatore, costumista)
- La supplente (1975), regia di Guido Leoni (arredatore)
- Roma drogata la polizia non può intervenire, regia di Lucio Marcaccini (1975)